# Magneetstrip

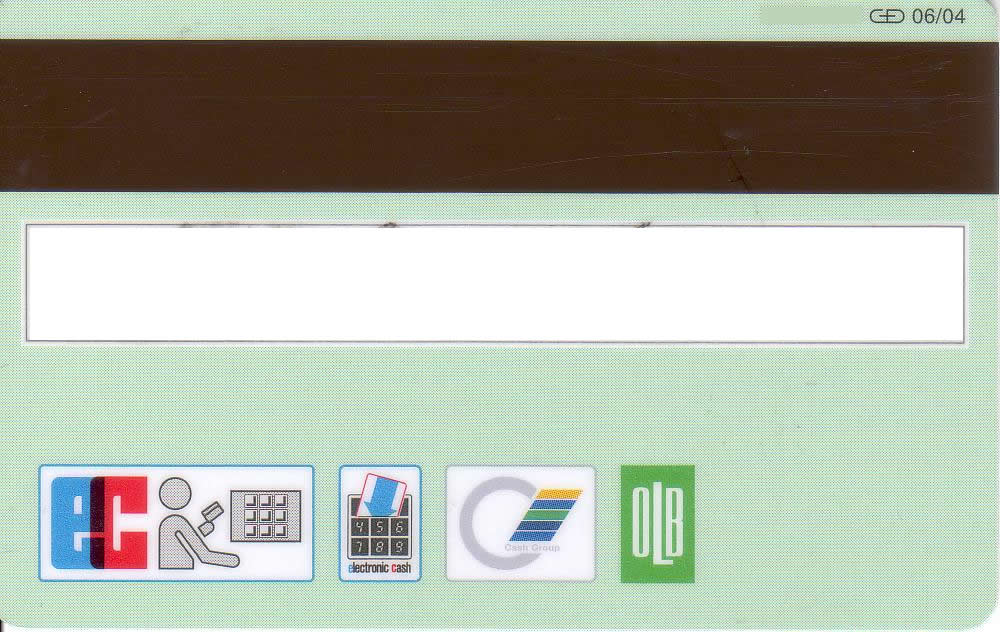
Achterkant van een bankpas

Een magneetstrip op een betaalkaart is geschikt voor het opslaan van gegevens. Informatie wordt hierop bewaard door wijzigingen aan te brengen in het magnetisch veld van kleine, ijzergebaseerde magnetische deeltjes. Deze informatie kan worden ingelezen door de strip langs een magneetkop te bewegen. Magneetstrips worden vaak gebruikt in creditcards, identiteitskaarten en vervoersbewijzen. Ze worden behalve op betaalkaarten ook toegepast op voorwerpen als toegangsbewijzen (hotelkamers, zwembaden, sauna's, bioscopen, stadions, concerten, festivals et cetera) tot en met vliegtickets en -boardingpassen; deze zijn doorgaans vervaardigd van papier of dun karton en bedoeld voor eenmalig of kortdurend gebruik. De – veelal stevigere en duurzamere – plastic (betaal)kaarten kunnen ook een RFID-tag, een transponder en/of een microchip bevatten waarmee authenticatie, of elektronische – al dan niet contactloze – betaling mogelijk is.
Een aantal van de ISO-normen, ISO 7810, ISO 7811, ISO 7812, ISO 7813, ISO 8583 en ISO 4909, definieert de fysieke eigenschappen van de kaart, waaronder de fysieke grootte, het materiaal van de kaart, flexibiliteit, locatie van de magneetstrip, magnetische eigenschappen en data-formaten. Zij bieden ook de normen voor betaalkaarten. De normen bepalen ook de bereiken waartussen het kaartnummer per organisatie – die binnen dezelfde, gedeelde nummerruimte opereren – mag liggen om overlap te voorkomen. In de kaartnummering kan een (eenvoudig) controlealgoritme of checksum verwerkt zijn, zodat niet alle mogelijke cijfercombinaties ook per se valide kaartnummers zijn.